# Скарифф

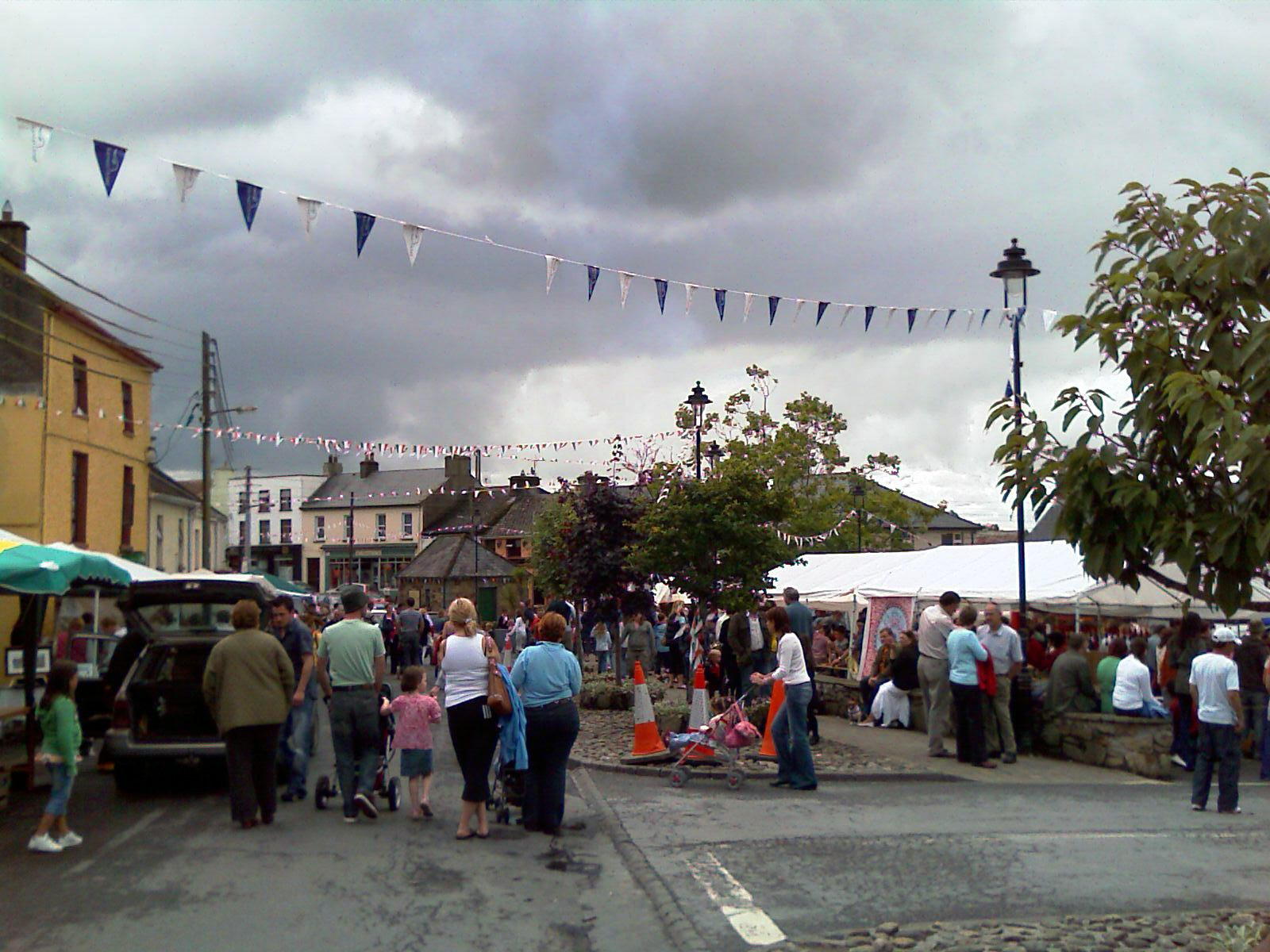
Scariff Harbour Festival

Скарифф (англ. Scarriff; ирл. An Scairbh, «скалистая крепость») — деревня в Ирландии, находится в графстве Клэр (провинция Манстер).
В Скариффе ежегодно проходит множество фестивалей; среди них — «Scariff Show» (проводится с 1944 года), «Scariff Harbour Festival» (проводится с 2003 года) и «Clare Drama Festival» (с 1947 года).

## Демография
Население — 798 человек (по переписи 2006 года). В 2002 году население составляло 807 человек.
Данные переписи 2006 года:
| Общие демографические показатели |               |                               |                               |      |      |
| Всё население                    | Всё население | Изменения населения 2002—2006 | Изменения населения 2002—2006 | 2006 | 2006 |
| 2002                             | 2006          | чел.                          | %                             | муж. | жен. |
| 807                              | 798           | −9                            | −1,1                          | 411  | 387  |

## Известные уроженцы
- Мактернан, Сара — ирландская певица, представительница Ирландии на конкурсе «Евровидение-2019».